# 簡嘉誥
簡嘉誥（1430年—？年），字承命，四川嘉定州蒲江縣人，民籍，治《詩經》，年二十八歲中式天順元年丁丑科第三甲第一百三十三名進士。九月二十一日生，行一，曾祖簡谷政；祖簡勝鐸；父簡安，教諭；母姚氏。具慶下，妻郭氏，弟嘉謨；嘉猷；嘉禮。由國子生中式四川鄉試第二十七名舉人，會試中式第一百六十九名。